# Eugen von Poche-Lettmayer
Eugen Karl Franz Joseph Johann Lettmayer (ab 1864: Eugen Freiherr von Poche-Lettmayer) (* 13. April 1846 in Kröna/Křenová, Stadt Brünn; † 31. März 1904 in Wien IV. Bezirk) war ein österreichischer Gutsbesitzer und Politiker.

## Leben
Lettmayer war der Sohn des Großhändlers Franz Lettmayer († 1848) und dessen Ehefrau Fanny geb. Hering († 1883). Nach dem frühen Tod des Vaters heiratete die Mutter Adolf Freiherr von Poche (1811–1893), der Statthaltereirat in Brünn wurde. Nach seinem Stiefvater durfte er sich mit Gestattung von „Allerhöchstem Handschreiben“ (des Kaisers) ab 1864 Eugen Freiherr von Poche-Lettmayer nennen. Freiherr von Poche-Lettmayer war römisch-katholisch und heiratete 1871 Maria Magdalena Edle von Manner. Aus der Ehe gingen vier Töchter und ein Sohn hervor.
Lettmayer besuchte von 1856 bis 1864 das Gymnasium in Brünn und studierte dann bis 1867 Philosophie an der Universität Zürich. Er war Besitzer des Guts Chwalkowitz/Chvalkovice (Bezirk Wischau/Vyškov, Mähren) und Mitbesitzer der Güter Hallegg (heute Stadt Klagenfurt) und Brunn am Steinfeld (heute Gemeinde Bad Fischau-Brunn, Bezirk Wiener Neustadt, Niederösterreich). Von 1894 bis 1903 war er Präsident der Steyrermühl Papierfabriks- und Verlagsgesellschaft in Wien.
Er war von 1898 bis 1904 Vizepräsident der k.k. Geographischen Gesellschaft und von 1899 bis 1904 des Wissenschaftlichen Klubs in Wien.

## Politik
Zwischen 1877 und 1884 war er Abgeordneter im mährischen Landtag. Vom 22. September 1884 bis zum 23. Mai 1890 war er Abgeordneter im Kärntner Landtag für den Großgrundbesitz. Im Landtag war er Mitglied des volkswirtschaftlichen und des Bauausschusses. Er gehörte dem Klub Verfassungstreuer GGB an.
Von 1877 bis 1879 war er Abgeordneter im Abgeordnetenhaus des Reichsrats für den mährischen Großgrundbesitz.